# Brigade de Sûreté

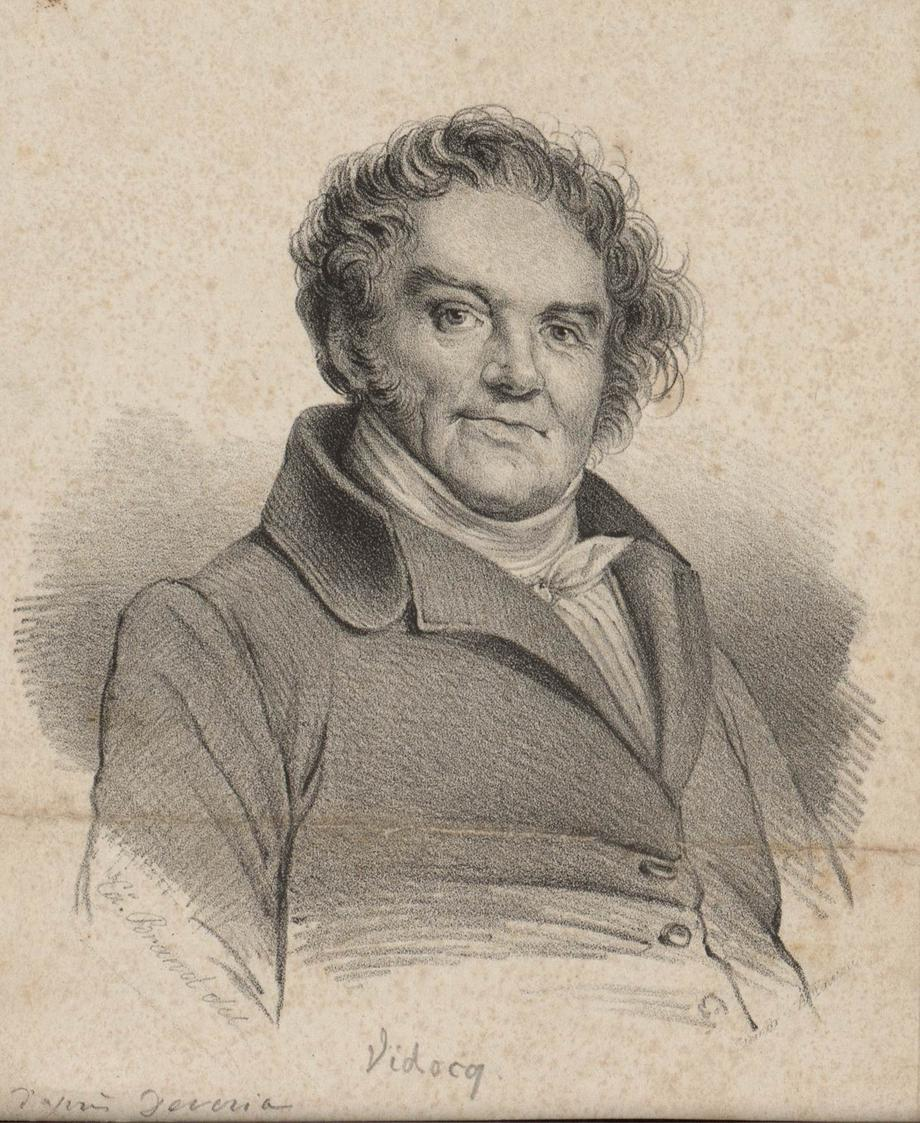
Eugène‑François Vidocq (kolem roku 1828)

Brigáda de Sûreté (francouzsky Brigade de Sûreté, později známá jako Sûreté Nationale) byla první profesionální kriminálně-vyšetřovací jednotkou na světě. Založil ji v roce 1811 v Paříži Eugène-François Vidocq, bývalý zločinec, který se stal klíčovou osobností rané kriminalistiky a průkopníkem moderní detektivní práce.

## Historie
Brigáda vznikla jako malý tým civilně oblečených agentů, které Vidocq sestavil převážně z bývalých trestanců. Jednotka působila při prefektuře pařížské policie a jejím hlavním cílem bylo odhalovat a infiltrací potírat pařížský podsvět. Tato metoda byla v tehdejší době revoluční.
Oficiální uznání získala brigáda 17. prosince 1813, kdy Napoleon Bonaparte vydal dekret, kterým byla začleněna jako státní bezpečnostní složka pod názvem Sûreté.

## Význam
Pod Vidocqovým vedením dosáhla brigáda výrazného snížení kriminality v Paříži – odhady hovoří až o 40% poklesu během několika let. Jednotka využívala pokročilé vyšetřovací metody, které předběhly dobu:
- infiltraci zločineckých skupin,
- práci v utajení a převlecích,
- registr evidovaných zločinců (předchůdce trestního rejstříku),
- použití balistické a později i forenzní analýzy.

Sûreté se stala vzorem pro pozdější detektivní útvary v jiných zemích – včetně Scotland Yardu (1829) či FBI ve Spojených státech.

## Odkaz
Systém fungování brigády de Sûreté a osobnost Vidocqa silně inspirovaly i literaturu. Postavy jako Jean Valjean či Javert z románu Bídníci od Victora Huga nesou Vidocqovy rysy.